# Brani musicali ufficiali del campionato mondiale di calcio
In questa voce sono riportati i brani musicali del campionato mondiale di calcio. A partire dall'edizione del 1962, ogni edizione del campionato mondiale di calcio ha avuto la propria canzone ufficiale. Le canzoni dei campionati della Coppa del Mondo FIFA sono canzoni adottate ufficialmente per essere utilizzate per riscaldare il prepartita per l'evento, per accompagnare i campionati durante l'evento e come promemoria ricordo degli eventi nonché per le campagne pubblicitarie più importanti per la Coppa del Mondo, dando ai cantanti un'eccezionale copertura universale del mondo e notorietà.
I brani scelti sono di solito multilingue (lingua ufficiale del paese organizzatore, inglese e altre lingue del mondo, in particolare lo spagnolo). Le versioni ufficiali risultate anche nelle cover in molte altre lingue dall'artista originale o da artisti locali.

## Lista dei brani musicali ufficiali

### Canzoni ufficiali
| Edizione                            | Interprete                                              | Canzone                                             | Lingua                        |
| ----------------------------------- | ------------------------------------------------------- | --------------------------------------------------- | ----------------------------- |
| Cile 1962                           | Los Ramblers                                            | El Rock del Mundial                                 | spagnolo                      |
| Inghilterra 1966                    | Lonnie Donegan                                          | World Cup Willie (Where In This World We Are Going) | inglese                       |
| Messico 1970                        | Roberto do Nascimento                                   | Fútbol Mexico 70                                    | spagnolo                      |
| Germania Ovest 1974                 | Werner Drexler & Jack White                             | Fußball ist unser Leben                             | tedesco                       |
| Argentina 1978                      | Ennio Morricone & Orchestra Filarmonica di Buenos Aires | Marcha del Mundial '78                              | -                             |
| Spagna 1982                         | Plácido Domingo                                         | Mundial '82                                         | spagnolo                      |
| Messico 1986                        | Juan Carlos Abara                                       | Mexico '86: el mundo unido por un balón             | spagnolo                      |
| Italia 1990                         | Gianna Nannini e Edoardo Bennato                        | Un'estate italiana                                  | italiano                      |
| USA 1994                            | Daryl Hall & Sounds of Blackness                        | Gloryland                                           | inglese                       |
| Francia 1998                        | Ricky Martin                                            | La copa de la vida (The Cup of Life)                | spagnolo, inglese             |
| Corea del Sud / Giappone 2002       | Anastacia                                               | Boom                                                | inglese                       |
| Germania 2006                       | Herbert Grönemeyer feat. Amadou & Mariam                | Zeit Dass Sich Was Dreht (Celebrate the Day)        | inglese, tedesco, bambara     |
| Sudafrica 2010                      | Shakira feat. Freshlyground                             | Waka Waka (This Time for Africa)                    | inglese, spagnolo, fang       |
| Brasile 2014                        | Pitbull feat. Claudia Leitte & Jennifer Lopez           | We Are One (Ole Ola)                                | inglese, spagnolo, portoghese |
| Russia 2018                         | Nicky Jam feat. Will Smith, Era Istrefi                 | Live It Up                                          | inglese                       |
| Qatar 2022                          | Jeon Jung-kook                                          | Dreamers                                            | inglese                       |
| Qatar 2022                          | Nicki Minaj, Maluma e Myriam Fares                      | Tukoh Taka                                          | arabo, inglese e spagnolo     |
| Canada / Stati Uniti / Messico 2026 | Robbie Williams, Laura Pausini                          | Desire                                              | inglese, spagnolo             |

### Inni ufficiali
| Edizione                      | Interprete                                            | Canzone                           | Lingue              |
| ----------------------------- | ----------------------------------------------------- | --------------------------------- | ------------------- |
| Francia 1998                  | Youssou N'Dour & Axelle Red                           | La Cour des Grands                | francese            |
| Corea del Sud / Giappone 2002 | Vangelis                                              | Anthem                            | -                   |
| Germania 2006                 | Il Divo & Toni Braxton                                | The Time of Our Lives             | inglese, spagnolo   |
| Sudafrica 2010                | K'naan feat. David Guetta & Will.i.am                 | Wavin' Flag                       | inglese             |
| Brasile 2014                  | Carlos Santana, Avicii, Wyclef Jean & Alexandre Pires | Dar um Jeito (We Will Find a Way) | inglese, portoghese |
| Russia 2018                   | Nicky Jam feat. Era Istrefi & Will Smith              | Live It Up                        | inglese, spagnolo   |
| Qatar 2022                    | Trinidad Cardona, Davido e AISHA                      | Hayya Hayya (Better Together)     | inglese             |

## Canzoni non ufficiali
| Edizione                      | Canzone | Interprete | Produzione                                                                |
| ----------------------------- | --- | --- | ------------------------------------------------------------------------- |
| Messico 1970                  | (BBC) "Mexico Grandstand" | Syd Lawrence | Syd Lawrence                                                              |
| Messico 1970                  | (ITV) "The World at their Feet" | John Shakespeare | John Shakespeare                                                          |
| Messico 1970                  | (Globo) "Pra Frente Brasil" | Coral JOAB | Miguel Gustavo                                                            |
| Germania Ovest 1974           | (BBC) "Striker" | The Anthony King Orchestra | Benson and Lewis                                                          |
| Germania Ovest 1974           | (ITV) "Lap of Honour" | London Stadium Orchestra |                                                                           |
| Argentina 1978                | (BBC) "Argentine Melody (Cancion de Argentina)" | San Jose featuring Rodriguez Argentina | Andrew Lloyd Webber                                                       |
| Argentina 1978                | (ITV) "Action Argentina" | South Bank Team |                                                                           |
| Spagna 1982                   | (BBC) "Jellicle Ball" | Royal Philharmonic Orchestra | Andrew Lloyd Webber                                                       |
| Spagna 1982                   | (ITV) "Matador" | Jeff Wayne | Jeff Wayne                                                                |
| Messico 1986                  | (BBC) "Aztec Lightning" | Heads |                                                                           |
| Messico 1986                  | (ITV) "Aztec Gold" | Silsoe | Rod Argent                                                                |
| Messico 1986                  | (Globo) "Mexe Coração" | Turma da Seleção | Michael Sullivan, Paulo Massadas                                          |
| Italia 1990                   | (BBC) "Nessun dorma" | Luciano Pavarotti | Giacomo Puccini                                                           |
| Italia 1990                   | (ITV) "Tutti al Mondo" | Rod Argent and Peter Van Hooke |                                                                           |
| Italia 1990                   | (Globo) "Papa Essa Brasil" | Aerobanda | Michael Sullivan, Paulo Massadas                                          |
| USA 1994                      | (BBC) "America" | Leonard Bernstein |                                                                           |
| USA 1994                      | (ITV) "Gloryland" (strumentale) | Glory featuring Snake Davis | traditional                                                               |
| USA 1994                      | (Globo) "Coração Verde-e-Amarelo" | Aerobanda | Tavito, Paulo Sérgio Valle                                                |
| USA 1994                      | (SVT) "När vi gräver guld i USA" | GES | Anders Glenmark, Orup, Niklas Strömstedt                                  |
| Francia 1998                  | (BBC) "Pavane" | Fauré |                                                                           |
| Francia 1998                  | (ITV) "Rendez-Vous 98" | Jean-Michel Jarre and Apollo 440 |                                                                           |
| Francia 1998                  | Carneval de Paris | Dario G |                                                                           |
| Francia 1998                  | (Sudafrica) "Shibobo" | TKZee feat. Benni McCarthy |                                                                           |
| Corea del Sud / Giappone 2002 | (BBC) "Tarantula" | Faithless |                                                                           |
| Corea del Sud / Giappone 2002 | (ITV) "One Fine Day" | Opera Babes |                                                                           |
| Corea del Sud / Giappone 2002 | (Nike) "A Little Less Conversation" | Elvis Presley vs. JXL | Mac Davis and Billy Strange                                               |
| Corea del Sud / Giappone 2002 | (Univision) "Vamos al Mundial" | Jennifer Peña | Jennifer Peña                                                             |
| Corea del Sud / Giappone 2002 | (Corea del Sud) "Champions" | Jo Su-mi | Eric Lévi                                                                 |
| Germania 2006                 | (BBC) "Sports Prepare" | Carl Davis |                                                                           |
| Germania 2006                 | (ITV) "Heroes" | Kasabian | David Bowie                                                               |
| Germania 2006                 | (The Sun) "Who Do You Think You Are Kidding Jurgen Klinsmann?" | Tonedef Allstars |                                                                           |
| Germania 2006                 | "We Are the Champions (Ding a Dang Dong)" | Crazy Frog | Erik Wernquist, Queen                                                     |
| Germania 2006                 | (Univision) "¡Arriba, Arriba!" | Ana Bárbara, Pablo Montero, Mariana Seoane and Anaís | Sergio George, Jorge Luis Piloto                                          |
| Germania 2006                 | Hips Don't Lie/ Bamboo (2006 FIFA World Cup TM Mix) | Shakira | Alfanno, O./Duplessis, J./Wyclef Jean/Jean, W./L. Parker/Shakira          |
| Sudafrica 2010                | (BBC) "Rainbow Nation" | The Dallas Guild |                                                                           |
| Sudafrica 2010                | (ITV) "When You Come Back" | Vusi Mahlasela |                                                                           |
| Sudafrica 2010                | (MTN) "Everywhere You Go" | Kelly Rowland featuring Rhythm of Africa United | Stacy Barthe, Steve Morales, Beni Okwenje                                 |
| Sudafrica 2010                | "Allez Ola Olé" (ingresso Francese a Eurovision Song Contest 2010) | Jessy Matador | Hugues Ducamin, Jacques Ballue                                            |
| Sudafrica 2010                | (NOS) "Majesteit" | Youp van 't Hek & Guus Meeuwis | Youp van 't Hek, Guus Meeuwis                                             |
| Sudafrica 2010                | (NOS) "Mafikizolo" | Marabi |                                                                           |
| Sudafrica 2010                | (NOS) "Sunshine" | Ginger Ninja | Hendrik Hamilton, Johan Luth, Carl Riestra, Rasmus Søby Andersen          |
| Sudafrica 2010                | "Schouder aan schouder" | Marco Borsato & Guus Meeuwis | Guus Meeuwis, John Ewbank, Jan Willem Roozenboom, Jan Willem Roy          |
| Sudafrica 2010                | (ING) "Don't Go Lose It Baby" | Hugh Masekela |                                                                           |
| Sudafrica 2010                | "One Goal" | Destorm Power |                                                                           |
| Sudafrica 2010                | (Pepsi) "Oh Africa" | Akon feat. Keri Hilson | Rock City, Alexander "PrettyBoiFresh" Parhm, Jr.                          |
| Brasile 2014                  | (Coca-Cola) "Todo Mundo" (Brazil) / "The World Is Ours" (World) / "La Copa De Todos" (Latin America) / "Dunia Kita" (Indonesia) / "Cветът е Hаш" (Bulgaria) / "شجع حلمك" (Middle East) / "Mienk a Vilag" (Hungary) / "Ao Puruhi" (NZ) / "এ পৃথিবী সবার" (Bangladesh)/ 由我們主宰 (Chinese) Jaba Sansarmai (Nepal)/ "โลกเป็นของเรา" (Thailand) | Gaby Amarantos ft. David Correy & Monobloco (Brazil) / Gaby Amarantos ft. Carlos Vives (Hispanic America) / David Correy & Monobloco (World) / Wisin ft. Paty Cantú & David Correy (Latin America) / Milane Fernandez (Indonesia) / Zhana Bergendorff (Bulgaria) / Nancy Ajram & Khaled (Middle East) / David Correy & Gabi Tóth (Hungary) / Moorhouse (NZ) / Shunno (Bangladesh) / Octopizzo ft. Lady Jaydee (Africa) / Justin Wellington (Oceania) / Mayday (Chinese) | Priscilla (Brazil) / Rock Mafia (World)                                   |
| Brasile 2014                  | (ARD & ZDF) "Summerdreams of Brasilia" | M&J | James Kirchhoven, Markus Draaken                                          |
| Brasile 2014                  | (Garoto) "Talento" | Michel Teló & Claudia Leitte | Bruno Qualhareli Nunes                                                    |
| Brasile 2014                  | (Globo) "Somos um Só" | Luan Santana, Thiaguinho, Sandy, Emanuelle Araújo, Gusttavo Lima, Samuel Rosa & Marcelo D2 | Équipe Globo Comunicação                                                  |
| Brasile 2014                  | (Univision) "Adrenalina" | Wisin feat. Ricky Martin & Jennifer Lopez | Juan Luis Morera, José Torres, Carlos                                     |
| Brasile 2014                  | (The Hub) "All Night | Icona Pop | Aino Jawo and Caroline Hjelt                                              |
| Brasile 2014                  | (BBC) Another Star | Stevie Wonder | Stevie Wonder                                                             |
| Brasile 2014                  | (BBC) Hearts Upon Our Sleeves | 5 Seconds of Summer feat. Scott Mills | Luke Hemmings, Calum Hood, Ashton Irwin, Michael Clifford and Scott Mills |
| Brasile 2014                  | (Era Television) "放開" (Open) | Jam Hsiao |                                                                           |
| Brasile 2014                  | (IRIB TV3) "TO BRAZIL" | Miami Rockers | Miami Rockers                                                             |
| Brasile 2014                  | Dare (La La La) | Shakira feat. Carlinhos Brown | Shakira                                                                   |
| Brasile 2014                  | (ITV) Aquarela do Brasil | Various | Ary Barroso                                                               |
| Brasile 2014                  | Vida | Ricky Martin | Ricky Martin, Salaam Remi, Elijah King                                    |
| Russia 2018                   | (Coca-Cola) Colors | Jason Derulo feat. Maluma |                                                                           |
| Russia 2018                   | Putin, Putout! | Klemen Slakonja |                                                                           |
| Russia 2018                   | Ramenez la coupe à la maison | Vegedream | Vegedream, Ken "Evasion" Bora                                             |
| Qatar 2022                    | World Cup | IShowSpeed |                                                                           |

## Album ufficiali
- 1994 – Gloryland
- 1998 – Music of the World Cup: Allez! Ola! Ole!
- 2002 – The Official Album of the 2002 FIFA World Cup
- 2006 – Voices from the FIFA World Cup
- 2010 – Listen Up! The Official 2010 FIFA World Cup Album
- 2014 – One Love, One Rhythm – The 2014 FIFA World Cup Official Album